# ابی، نیجریا
ابی، نیجریا (به لاتین: Abi, Nigeria) یک سکونتگاه مسکونی در نیجریه است که در ایالت کراس ریور واقع شده‌است.